# Brachypelma annitha
Brachypelma annitha là một loài nhện trong họ Theraphosidae.